# Metamorphosis (manga)
Metamorphosis (変身 Henshin?), originalmente subtitulado como Emergence, es un manga hentai escrito por el mangaka japonés-estadounidense Shindo L. Publicado entre 2013 y 2016, ha ganado seguidores en internet debido a su trama oscura y depresiva, lo que le llevó a convertirse en un meme de internet.

## Trama
Metamorphosis sigue la historia de Saki Yoshida (吉田咲), una estudiante de secundaria que, en sus esfuerzos por volverse popular, termina involucrada en la prostitución y el consumo de drogas. Cayendo además de manera gradual en un espiral de odio y adicción, su situación empeora al sumarse el abuso que eventualmente sufre por parte de su padre, quedando finalmente sin hogar.

## Historia
El manga fue serializado en Japón por la revista Wanimagazine[cita requerida] en su título original Henshin (変身?) y también con el subtítulo de Emergence. Más adelante fue publicado en inglés por Fakku bajo el nombre de Metamorphosis.

## Recepción
Metamorphosis comenzó a ganar notoriedad en la comunidad anglosajona e hispanoparlante entre 2016 y 2018, mediante tablones de imágenes y videos de YouTube, donde reseñas y discusiones describían a la historia como "extremadamente depresiva y traumatizante".[cita requerida] Otras comunidades en línea adoptaron el manga como un meme simbolizando la miseria y la depresión.
En contraste a la obra original, algunos trabajos derivados de la misma fueron creados explícitamente con el objetivo de brindar un final feliz a la historia. Por ejemplo, a través de un crossover con JoJo's Bizarre Adventure, en el cual Saki es salvada por el personaje Josuke Higashikata.

## Análisis
Algunos[¿quién?] han considerado que Metamorphosis está inspirado en la novela homónima de Franz Kafka, La metamorfosis, haciendo comparaciones con temas oscuros y relacionados con la transformación.
El autor aclaró en el epílogo del manga que su intención al escribir Metamorphosis era retratar el "encanto" que puede poseer un personaje principal femenino sometido a la miseria.[cita requerida] También ha dicho en entrevistas que proyectar los temas y opiniones de una obra sobre su autor es una "falacia" y que él "nunca ha conocido a una persona cuya realidad se vea directamente influenciada por lo que lee".
Shindo también reveló en su Patreon el verdadero final del manga, sosteniendo que la historia siempre tuvo un trasfondo distinto. En particular, el autor en dicho final demostró que los acontecimientos del manga detallan la producción de una película para adultos, siendo la protagonista no más que otra actriz dentro del estudio.

## Publicaciones
- Shindo, L (w, a). Henshin(2016-03-26), Wanimagazine, (en japonés), recuperado el 2020-08-18.
- Shindo, L (w, a). Metamorphosis(2016-11-10), Fakku, ISBN 978-1-63442-060-0, recuperado el 2020-08-18.